# 天塩岳道立自然公園

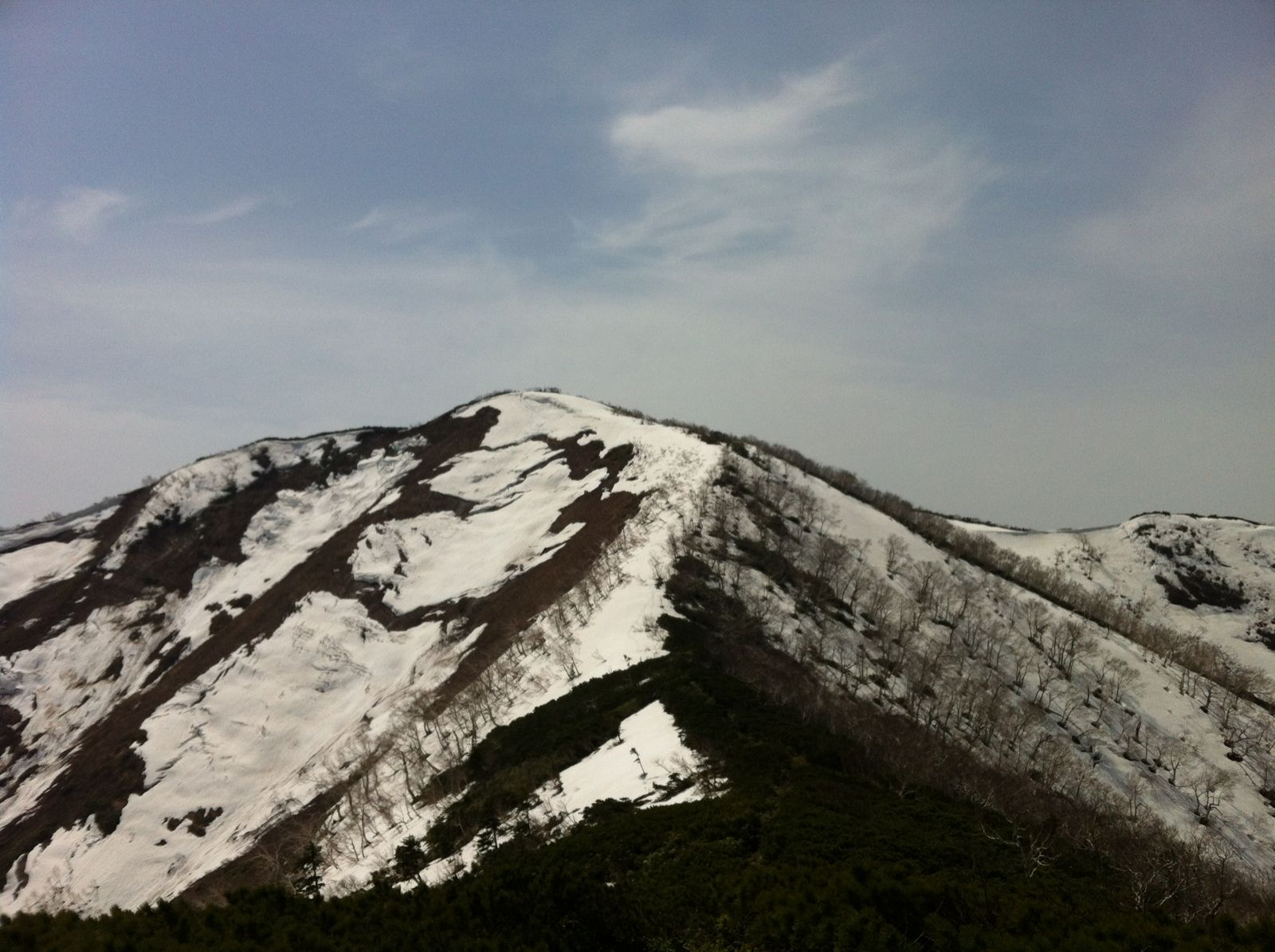
ウエンシリ岳

天塩岳道立自然公園（てしおだけどうりつしぜんこうえん）は、北海道士別市（旧朝日町）、上川郡下川町、紋別郡滝上町・西興部村にある自然公園（都道府県立自然公園）。公園地域は北見山地最高峰の天塩岳と渚滑岳周辺の地域、ウエンシリ岳周辺の地域に分けられる。

## 自然
天塩岳の山稜部はキバナシャクナゲなど数多くの高山植物が自生しており、ナキウサギの生息地としても知られている。山麓部はクマゲラをはじめとするカラ類やキツツキ類などの鳥類、キタキツネ、ヒグマなども生息している。山頂からは大雪山の山々や好天時には利尻山を望むことができる。ウエンシリ岳は100種類以上といわれる高山植物が確認されており、晴天時の山頂からはオホーツク海や遠く大雪山の山々を望むことができる。

## 施設
- 天塩岳ヒュッテ - 士別市朝日町茂志利[2]
- 天塩岳避難小屋 - 士別市朝日町茂志利[2]

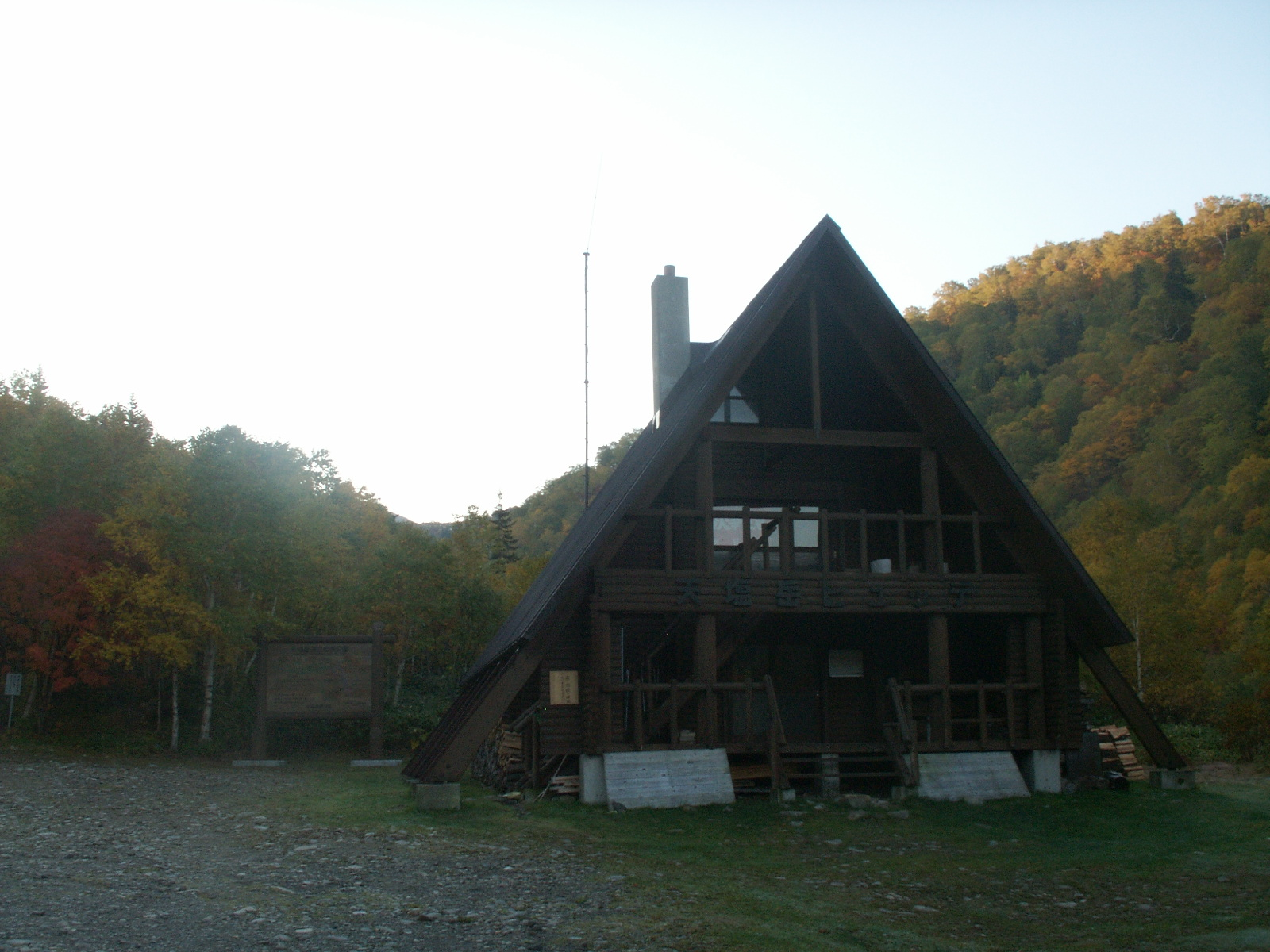
天塩岳ヒュッテ（2007年10月）
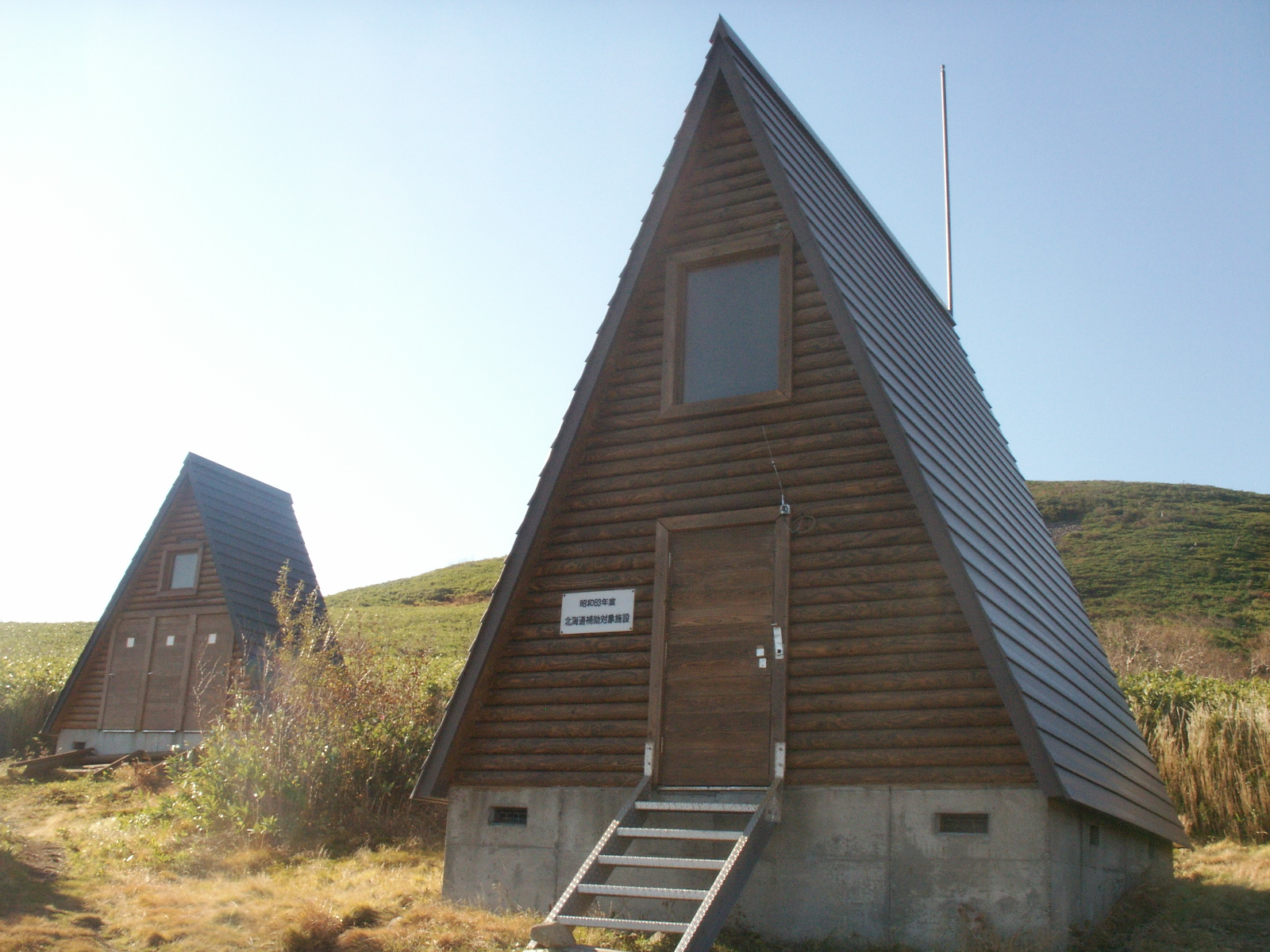
天塩岳避難小屋（2007年10月）